# Policleto
Policleto (em grego: Πολύκλειτος, transliterado como Polýkleitos; Sicião ou Argos, ativo entre c. 460 e c. 420-410 a.C.), também conhecido como Policleto de Argos, Policleto de Sicião, Policleto, o Velho, ou Policlito, foi um dos mais notáveis escultores da Grécia Antiga, fundador, junto com Fídias, do Classicismo escultórico, e apelidado de "Pai da Teoria da Arte" do Ocidente.
As informações que os escritores antigos deixaram sobre sua vida são extremamente pobres, mas sua influência atravessou os séculos e é percebida até nos dias de hoje. Na Antiguidade ficou conhecido graças às suas esculturas de atletas e a uma colossal estátua de Hera, esculpida em marfim e ouro e instalada no templo da deusa em Argos. Mas a enorme fama de Policleto derivou principalmente de seu tratado teórico intitulado Cânone, onde estabeleceu regras para a sua arte, e de uma escultura sua em particular, o Doríforo, considerada por muito tempo como o ideal da beleza masculina, corporificando o sistema de proporções que o escultor definira em seu tratado.
Nenhuma de suas obras originais se conservou, mas algumas são conhecidas através de cópias posteriores. Policleto tornou-se um escultor popular na Roma Antiga, foi saudado por uma série de autores antigos e modernos como um padrão de excelência, e em tempos recentes diversos estudiosos têm mais uma vez reiterado a importância de sua contribuição. Sua reconsagração contemporânea aconteceu entre 1990 e 1991, quando se organizou na Alemanha uma grande exposição reunindo todas suas obras conhecidas.

## Biografia
Praticamente nada se sabe sobre a vida de Policleto. Pode-se estabelecer mais ou menos com segurança o período em que esteve em atividade, entre c. 460 e 420-410 a.C., com base nos trabalhos que deixou. Plínio, o Velho, disse que o apogeu de sua carreira aconteceu em torno de 420-417 a.C., mas Borbein acredita que essa atribuição se deve à fama de uma obra tardia, a Hera de Argos, esculpida provavelmente nestes anos. Tampouco se conhece com certeza o local de seu nascimento, que pode ter sido em Argos ou Sicião. Fontes antigas mencionam Ageladas como seu mestre. De qualquer forma, foi em Argos que deve ter iniciado sua carreira, e mais tarde se tornou o líder da escola local de escultura, a Escola de Argos, cuja existência é atestada, bem como sua fama. Uma visita a Atenas é puramente especulativa, mas ele deve ter estado a par do que acontecia lá no terreno artístico. O escultor e arquiteto Policleto, o Jovem às vezes é considerado seu filho e discípulo, e Pausânias citou um irmão, Naukydes, que pode ter sido também seu instrutor. Teve muitos outros discípulos, entre eles Argios, Asopodoros, Alexis, Aristides, Phryno, Dino, Athenodoros e Demeas, mas estes são todos nomes obscuros. Reconhece-se contudo que teve uma influência importante e direta sobre o trabalho de pelo menos dois grandes nomes da geração seguinte, Lísipo e Escopas.

## Obra

### Origens, contexto e estilo
Policleto atuou basicamente em Argos, cidade onde se formara importante escola de escultura, conhecida como a Escola de Argos. Apesar de ter estabelecido tradição desde os tempos geométricos, ter enviado mestres seus para produzirem obras de encomenda em outras cidades e ter-se tornado célebre na Antiguidade, esta Escola é pouco conhecida dos estudiosos modernos. Pouco se sabe sobre o que realizaram antes do aparecimento de Policleto, e muito do entendimento atual sobre a Escola se baseia no estilo do próprio Policleto, o que tem dado margem a equívocos ao se tomar o fruto pela árvore. As relíquias remanescentes, enfim, são poucas. De seus principais integrantes, Polymedes e Ageladas, quase só conhecemos a fama, e o maior santuário argivo, o Heraion, é pobre em decoração escultural. Dessa maneira faltam subsídios para conhecermos suficientemente como e em que medida a tradição da Escola de Argos modelou a personalidade artística de Policleto, e o estudo de sua formação depende mais de outras fontes. Infelizmente todas essas fontes são incompletas. Embora não seja assegurada sua presença em Atenas, é possível que a arte desenvolvida lá no tempo de Péricles o tenha influenciado de algum modo, especialmente o trabalho de Fídias, como sugeriu Pollitt.

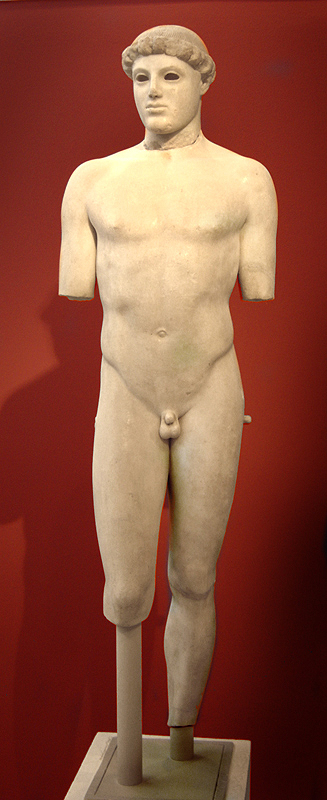
O Efebo, de Crítio, c. 480 a.C., considerado um precursor do contrapposto clássico. Museu da Acrópole de Atenas.

No período em que Policleto viveu, a escultura grega atravessava uma fase de profunda e rápida transformação das suas raízes arcaicas por meio das recentes inovações dramáticas e naturalistas do estilo Severo, e o estudo da anatomia humana com fins de reprodução artística em estilo naturalista estava muito avançado, já bem longe da rigidez hierática da arte arcaica, como se observa no Discóbolo de Míron, que antecede o Doríforo em cerca de dez anos. Policleto na verdade foi um dos inovadores mais importantes, contribuindo decisivamente para a formulação de um estilo escultural a que se chamou de Alto Classicismo, de enorme influência posterior sobre a arte do Ocidente.
O Alto Classicismo, contudo, moderou e controlou a intensidade da expressão emocional que havia sido conquistada pelos escultores do período Severo, e nesse sentido representou um retrocesso em direção à antiga formalidade arcaica. Por outro lado, levou a anatomia figurada a um grau de semelhança com a natureza até então inédito na tradição ocidental, e sem paralelos com quaisquer outras tradições de escultura pelo mundo afora. De fato os avanços naturalistas na escultura foram celebrados com o mais vivo entusiasmo pelos escritores e poetas da época. Essa fusão única entre formalismo idealista e veracidade naturalista é a marca do Alto Classicismo, uma tentativa altamente bem sucedida de restaurar o antigo senso de monumentalidade na escultura sem sacrificar a vivacidade e dinamismo, preservando suas capacidades miméticas ou de imitação da natureza.
A interpretação pessoal do estilo de sua época por Policleto se caracterizou pelo emprego de uma precisa dosagem de elementos em oposição que criavam um equilíbrio formal notavelmente coeso e coerente. Ela revela um diálogo entre forças conservadoras e outras progressistas, sempre sob o controle do intelecto. As variações nesse estilo pessoal se explicam como uma sintonia com as tendências de transformação constante encontradas na evolução da escultura da Grécia Antiga no século V a.C. Contudo, ao que parece Policleto se esforçou sempre por pensar de maneira nova as questões básicas que se discutiam no seu momento histórico, nomeadamente os problemas da representação mimética e as exigências formais do contrapposto. Seu interesse profundo pela forma se constata no fato de que sua obra mais famosa, o Doríforo, é uma composição eminentemente formalista e convencional, no sentido de ser uma verdadeira encarnação das convenções estéticas que ele contribuiu para definir e sistematizar, e que eram em linhas gerais aceitas em seu tempo. Outro dado que o atesta é que a maior parte das suas composições que hoje conhecemos têm um tema relativamente neutro e pouco ambicioso em termos narrativos: figuras de atletas representados de maneira impessoal e idealizada, refletindo uma concepção universalista da forma humana.
Crê-se atualmente que Policleto tenha sido um escultor prolífico, e que a larga maioria de sua obra foi realizada no bronze. Algumas citações antigas afirmam que ele trabalhou também no mármore, na madeira e na argila. Foi mencionado em passagens obscuras como arquiteto e pintor, mas não há evidências sólidas para confirmá-lo, provavelmente houve confusão com outros Policletos que viveram na época. Chegaram aos dias de hoje alguns camafeus assinados por um Policleto, mas deve ser outra pessoa. Os relatos históricos, apesar de registrarem diversas obras, mui provavelmente não deram a lista completa. Plínio elencou uma série delas: o Diadúmeno, o Doríforo, um homem esfregando a pele, um lutador, dois meninos (os astragalizontes) jogando uma espécie de dados, um Hermes, um Hércules envergando uma armadura, uma Amazona ferida e uma estátua de Artemon. Pausânias aumentou a lista de Plínio, mencionando uma série de estátuas de atletas; não os descreveu, mas citou os seus nomes: Pythokles, Thersilochos, Aristion, Xenokles, Antipatros e Kyniskos. Também referiu estátuas de deidades: um Zeus para Argos em mármore e outro para Megalópolis, um grupo de Apolo, Leto e Ártemis instalado no monte Lykone, também em mármore, mas sobre todas destacou a imagem de Hera feita para o templo da deusa em Argos. Cícero mencionou por fim um par de carregadores de cestos, os kanephoroi, e um Hércules matando a Hidra de Lerna.

### Os problemas do estudo crítico moderno

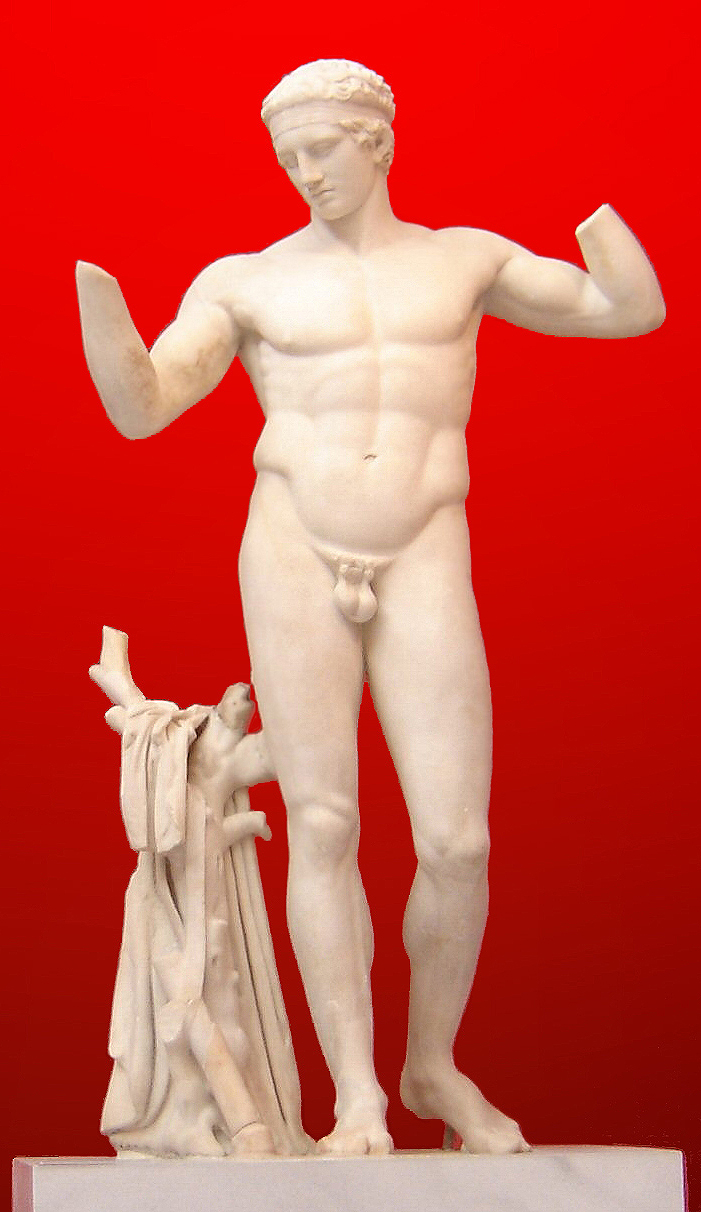
O Diadúmeno, cópia do Museu Arqueológico Nacional de Atenas.

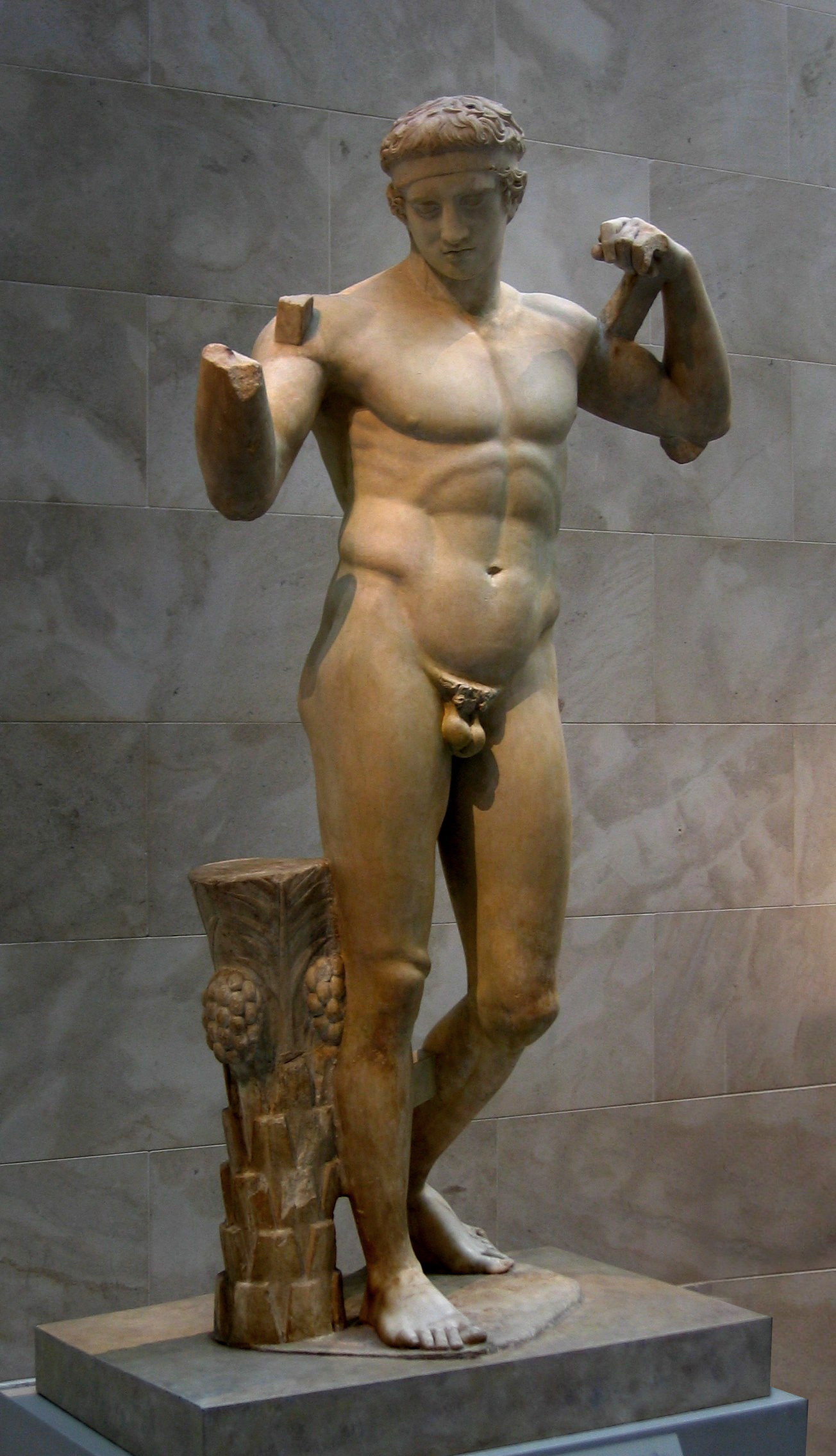
Outra cópia do Diadúmeno, no Metropolitan Museum of Art de Nova Iorque. Note-se em relação à imagem acima a diferença na base de apoio e a presença de pontes de mármore entre as mãos e os ombros e entre as pernas, além de um resíduo de outro elemento não identificado junto ao cotovelo esquerdo.

O estudo de sua produção é dificultado por uma série de fatores, mas acima de tudo pela ausência de qualquer original conhecido: todas as suas peças só sobreviveram através de cópias posteriores, especialmente romanas, em sua vasta maioria transposições para o mármore, e não raro cópias de uma mesma obra divergem em vários detalhes, tornando em muito hipotética a definição das características do original. Altamente apreciado pelos romanos do período imperial, Policleto não apenas teve a maioria de suas obras importantes copiadas, mas o seu prestígio era tanto que o seu cânone foi empregado para a criação de uma infinidade de derivações e adaptações inteiramente novas, que não possuíam um original específico, mas que hoje, na ausência de evidências em contrário, podem ser tomadas como cópias de supostos originais perdidos. Essa confusão vem sendo elucidada com o progresso dos estudos, mas ainda restam muitas dúvidas, disputas e subjetividade na análise de vários casos. Por outro lado, a crítica recente já descartou algumas peças tradicionalmente atribuídas ao grego como criações romanas no estilo de Policleto, como foi o caso do célebre Idolino.
A vasta maioria das cópias existentes foi feita em mármore, e isso implica na alteração substancial da composição original, visto que o mármore é menos resistente que o bronze a tensões estruturais, exigindo a adição de elementos de sustentação inexistentes no original, na forma de troncos de árvores, vasos, figuras acessórias ou outros, junto à base da estátua. Outras excrescências ocasionais que desvirtuam o aspecto do original são as pontes marmóreas de ligação entre os braços e o tronco, ou entre as pernas, necessárias para garantir a estabilidade das frágeis extremidades. Ademais, diversas das cópias que chegaram aos tempos modernos foram extensivamente restauradas e modificadas ao longo do Renascimento, Barroco e Neoclassicismo, desfigurando irremediavelmente o seu aspecto primitivo e complicando a análise estilística. A perda dos originais impede ainda o estudo da técnica precisa que ele empregava na fundição do bronze, da composição da mistura e de como trabalhava seus moldes, e não se pode definir se ele preferia a técnica da cera perdida produzindo estátuas ocas, a fundição maciça, o martelado ou se usava núcleos de madeira, sobre os quais fixava a superfície metálica fundida em partes independentes e soldadas a frio depois, todas técnicas comuns entre os gregos de seu tempo. Nada se pode concluir, finalmente, a respeito de como aplicava, ou em que extensão, um acabamento policromo na superfície de suas obras, ainda que já esteja estabelecido sem margem para dúvida que a prática de seu tempo era colorir ou dourar, em parte ou no todo, as obras de escultura. Também era comum se aplicar sobre as peças detalhes em outros materiais como a prata, cobre e madrepérola, que davam realce a olhos, lábios, mamilos e outras partes do corpo. A falta de originais, mais as variações entre as cópias, somadas à baixa qualidade de muitas delas, levou a alguns críticos como Kenneth Clark considerarem impossível fazermos uma ideia real sobre a produção de Policleto. Toda essa problemática vem sendo longamente discutida entre os especialistas desde o século XIX, e apesar de se considerar o estudo através das cópias longe do ideal, a ideia prevalente é que elas são inestimáveis; de fato, sem elas sua produção seria conhecida apenas através de relatos literários.
De todas as estátuas que hoje lhe são atribuídas, apenas duas, o Doríforo e o Diadúmeno são aceitas praticamente em consenso pela crítica; todas as demais são objeto de discussão mais ou menos intensa. Até mesmo o Discóforo, geralmente tido como parte de uma espécie de "trilogia" canônica de Policleto, tem uma autoria mais duvidosa que as outras, embora as dúvidas no presente estejam tendendo a desaparecer. Outro problema é que nas listagens de peças que foram citadas como sendo suas por autores da Antiguidade como Plínio, o Velho, possivelmente tenham sido incluídas por engano obras criadas na realidade por algum dos cinco ou seis outros escultores chamados "Policleto" que viveram mais ou menos ao mesmo tempo que o Policleto mais famoso. Também é possível que os vários outros nomes de "Policles" que aparecem em registros antigos sejam na verdade abreviaturas ou más transcrições de "Policleto", aumentando o número de candidatos às atribuições de autoria. Várias das peças dessas listagens foram modernamente descartadas com base na técnica, pois aparece a menção a obras em mármore, e ao que tudo indica, salvo o caso da Hera criselefantina, Policleto trabalhou exclusivamente com o bronze.
A cronologia de suas obras é igualmente difícil de estabelecer, mas a conformação do cabelo é de valor nesse sentido. Segundo Borbein, o penteado "típico" de Policleto segue um rigoroso esquema de cachos e mechas lisas em contraposição, e apareceu primeiramente, de forma clara, no Doríforo. Assim como o corpo, o cabelo é apresentado como uma unidade formal e funcional definida, onde cada mecha de cabelo assume uma posição ordenada. Um precursor do estilo de penteado do Doríforo aparece no Discóforo, cujo cabelo é menos organizado, dando-lhe um aspecto mais naturalista. Também é típico do penteado de Policleto o nascimento do cabelo no alto do crânio sob a forma de um redemoinho. Em obras intermediárias como o Hércules o cabelo já recebe um tratamento mais virtuosístico e animado, com cachos bastante distinguíveis e um comprimento geral mais longo. No Efebo Westmacott o naturalismo volta a surgir, deixando de lado um pouco do rigor do Doríforo, e em obras tardias como o Diadúmeno esse naturalismo atinge o seu ponto alto, com uma massa de mechas mais ou menos indiferenciada, subordinando o detalhe à impressão de conjunto. Contudo, considerando que no sistema dos copistas romanos muitas vezes a elaboração do cabelo podia variar ao seu arbítrio, dependendo das modas do momento e da visibilidade da estátua em seu posicionamento de destino, a análise dos penteados policletanos, ainda que útil, não é um critério absolutamente seguro de datação. Se a cópia fosse criada para instalar-se em um nicho elevado, por exemplo, o cabelo mal poderia ser distinguido, e a necessidade de fidelidade ao modelo original poderia ser minimizada. Esses fatores circunstanciais devem ser levados em conta também na análise de outras características das cópias sobreviventes, podendo levar a conclusões enganosas a respeito da conformação e detalhamento das obras originais.

### Obras principais

#### OCânonede Policleto
Segundo as fontes antigas Policleto escrevera em meados do século V a.C. um tratado teórico intitulado Cânone - uma palavra que significa simplesmente "regra" - versando sobre as proporções e beleza do corpo humano, e paralelamente o autor oferecera a público uma estátua como ilustração concreta de suas teorias. Nem a estátua original nem o tratado sobreviveram. Do tratado só permanecem alusões na obra de outros autores. Galeno, em De Placitis Hippocratis et Platonis, deixou um fragmento sugestivo, mas até hoje de interpretação controversa. Diz ele que
"A beleza... não está na simetria dos elementos, mas na adequada proporção entre as partes, como por exemplo dos dedos uns para com os outros, estes para com a mão, esta para com o punho, este para com o antebraço, este para com o braço, e de tudo para com tudo, como está escrito no Cânone de Policleto. Tendo-nos ensinado nesta obra todas as proporções do corpo, Policleto corroborou seu tratado com uma estátua, feita de acordo com os princípios de seu tratado, e ele chamou a estátua, assim como o tratado, de Cânone"

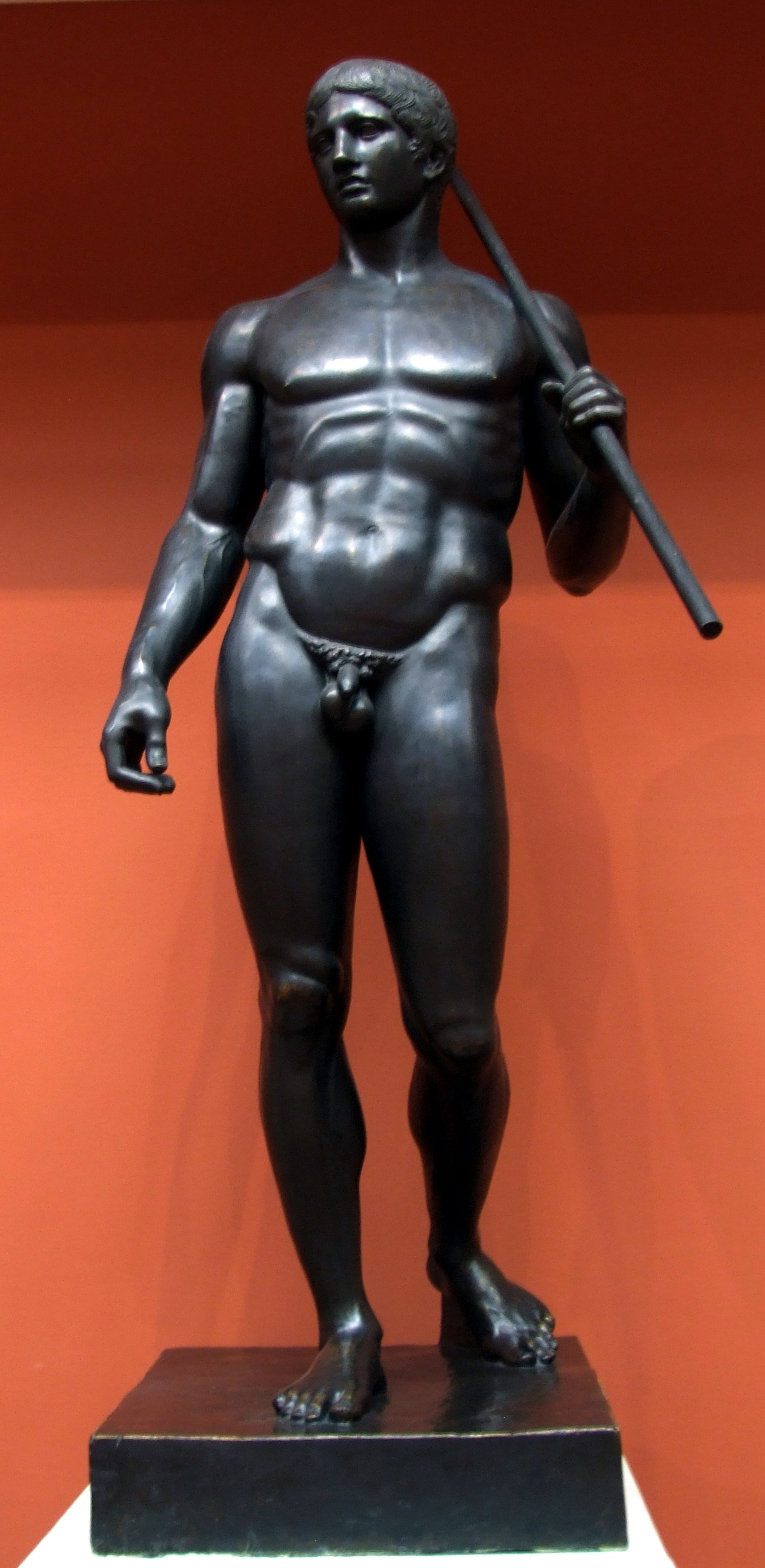
O Doríforo. Cópia moderna em bronze no Museu Pushkin.

Embora não seja uma unanimidade, hoje está estabelecido com pouca margem de dúvida que a estátua citada como se chamando Cânone é a que se conhece atualmente sob o nome de Doríforo (c. 450-440 a.C.), cujas melhores cópias, dentre as 67 que sobreviveram, estão em Nápoles, Berlim e Minneapolis.
O verdadeiro pensamento de Policleto, suas leis e sua didática continuam, porém, um enigma, mas podemos supor, a partir das evidências disponíveis, que ele se alinhava intelectualmente à vanguarda de seu tempo, partilhando ideias semelhantes com Fídias, Míron, e outros mestres coevos. Ao longo da história os estudiosos têm se esforçado por decifrar o que ele entendia exatamente por simetria, e por reconstruir o conteúdo do Cânone perdido, tentando descobrir quais teriam sido os números exatos de Policleto para a composição de suas obras de arte. A despeito do esforço, pouco consenso se formou sobre isso, e muito folclore se enraizou mesmo entre os acadêmicos sobre a real substância do tratado, impossível de ser determinada até que se descubra uma cópia, mas todos os escritores modernos concordam que sua arte estava certamente baseada em conceitos matemáticos. Supõe-se, contudo, que suas medidas proporcionais não se baseavam em subdivisões ou multiplicações aritméticas de um padrão básico invariável, mas possivelmente empregou um sistema onde todas as medidas e proporções geravam geometricamente outras, em um efeito de cascata. A vantagem desse sistema consiste em que, indiferentemente à variação no tamanho das figuras, todos os seus elementos constituintes permanecem em uma posição relativa constante e na mesma proporção, possibilitando o seu replicamento em vários tamanhos sem a deformação de seus traços. Foi aventado entretanto que, no contexto do século V a.C., a criação de uma estátua específica como um modelo canônico seria inadmissível, e o relato de Galeno, por conseguinte, seria falso ou impreciso.
Uma das fontes para a formação do cânone de Policleto foi o seu próprio contexto sociocultural. A arte entre os gregos antigos estava imbuída de uma série de associações e propriedades morais que estavam em vigor desde o período arcaico e que encontravam expressão no conceito de kalokagathia, fazendo uma identificação entre Beleza, Bondade e Virtude. Em resumo eles buscavam na arte uma forma idealizada que expressasse a perfeição da alma e o bom caráter, e se apresentasse como um espelho dessas virtudes para a educação do povo, pois acreditavam numa identificação tão próxima entre essência e forma que a estética se tornou um indicador de valor ético. Uma boa estátua não era, pois, o retrato de um indivíduo, mas antes um símbolo de valores coletivos, e se inseria, desta forma, num espaço social bem definido e desempenhava um papel tanto artístico como pedagógico dentro da economia da pólis.
Uma contribuição individual importante para cristalizar a associação entre arte e ética foi dada ainda no período arcaico por Pitágoras, a partir de suas pesquisas no terreno da matemática aplicada à música e à psicologia, e cujas implicações não paravam nas ciências, se estendendo às esferas moral e espiritual. Considerando que os vários modos musicais impressionavam a alma de maneiras distintas e eram capazes de induzir estados psicológicos e comportamentos definidos, para ele se a música não imitasse a harmonia matematicamente expressa do cosmos, poderia provocar distúrbios na alma das pessoas e assim na sociedade como um todo. Essa associação logo foi expandida para as outras artes, atribuindo-lhes poderes semelhantes de transformação individual e, por consequência, coletiva. A filosofia Pitagórica, em torno da qual chegou a se organizar uma espécie de seita ou escola iniciática e exerceu significativa influência sobre o pensamento grego, tinha os números como as potências originais do universo, como entes abstratos mas efetivos dos quais derivava a multiplicidade do mundo físico, o qual mantinha sua estrutura e coesão por uma série de relações definidas e harmoniosas, relações que podiam ser reconhecidas nos ciclos e objetos naturais, incluindo o corpo humano, e ser matematicamente expressas. Para Pitágoras até mesmo a aretê, a virtude por excelência da antiga sociedade grega, podia ser expressa como uma "harmonia quadrada".
É tradicional uma associação do Cânone com as ideias Pitágoras, mas Jerome Pollitt não se arrisca a confirmá-la, considerando-a puramente especulativa, ou pelo menos impossível de ser provada com as evidências de que se dispõe até o momento, dizendo que o que as fontes literárias sugerem é que o tratado foi um manual bastante objetivo para escultores profissionais dedicado a resolver problemas puramente técnicos, antes do que uma preleção sobre estética ou metafísica, como tem sido aventado. Jeremy Tanner e Deborah Steiner também foram cautelosos, mas aceitaram a possibilidade da dita associação. Tanner advertiu que há razões para deixarmos especulações excessivamente eufóricas de lado e pensarmos o tratado mais como um manual prático, pois na época de sua escrita ainda havia diversas questões técnicas mal resolvidas no terreno da transferência da forma da figura modelada em argila para sua versão definitiva em mármore ou bronze, assim seu interesse pelos números bem poderia estar primariamente ligado a uma necessidade real de estabelecer uma régua abstrata única para os escultores, que lhes poupasse o trabalho de construir aparatos mecânicos de medição e transferência de medidas complexos como os que se faziam. Por outro lado, ele mesmo admitiu que entender o tratado apenas como um manual de uso comum é subestimar a influência transformadora do desenvolvimento de procedimentos matemáticos mais complexos sobre a arte da época e suas relações com a cultura da elite grega. Jeffrey Hurwit considera por outro lado um espelhamento da filosofia pitagórica nas concepções de Policleto não só plausível como provável, acrescentando a tudo a possível influência de outro Pitágoras, escultor. Deste Pitágoras, bem reputado em sua época, ele teria adaptado princípios sobre a composição do corpo baseada no ritmo e na proporção das partes entre si, possivelmente refletindo também o seu interesse pelos conceitos do Pitágoras filósofo. Uma obra que chegou aos nossos dias, intitulada Adrano, e suposta ser de sua lavra ou pelo menos de seu círculo, oferece um elo entre o Efebo de Crítio, escultor mais antigo, e o Doríforo de Policleto, na criação de um equilíbrio dinâmico para o corpo.

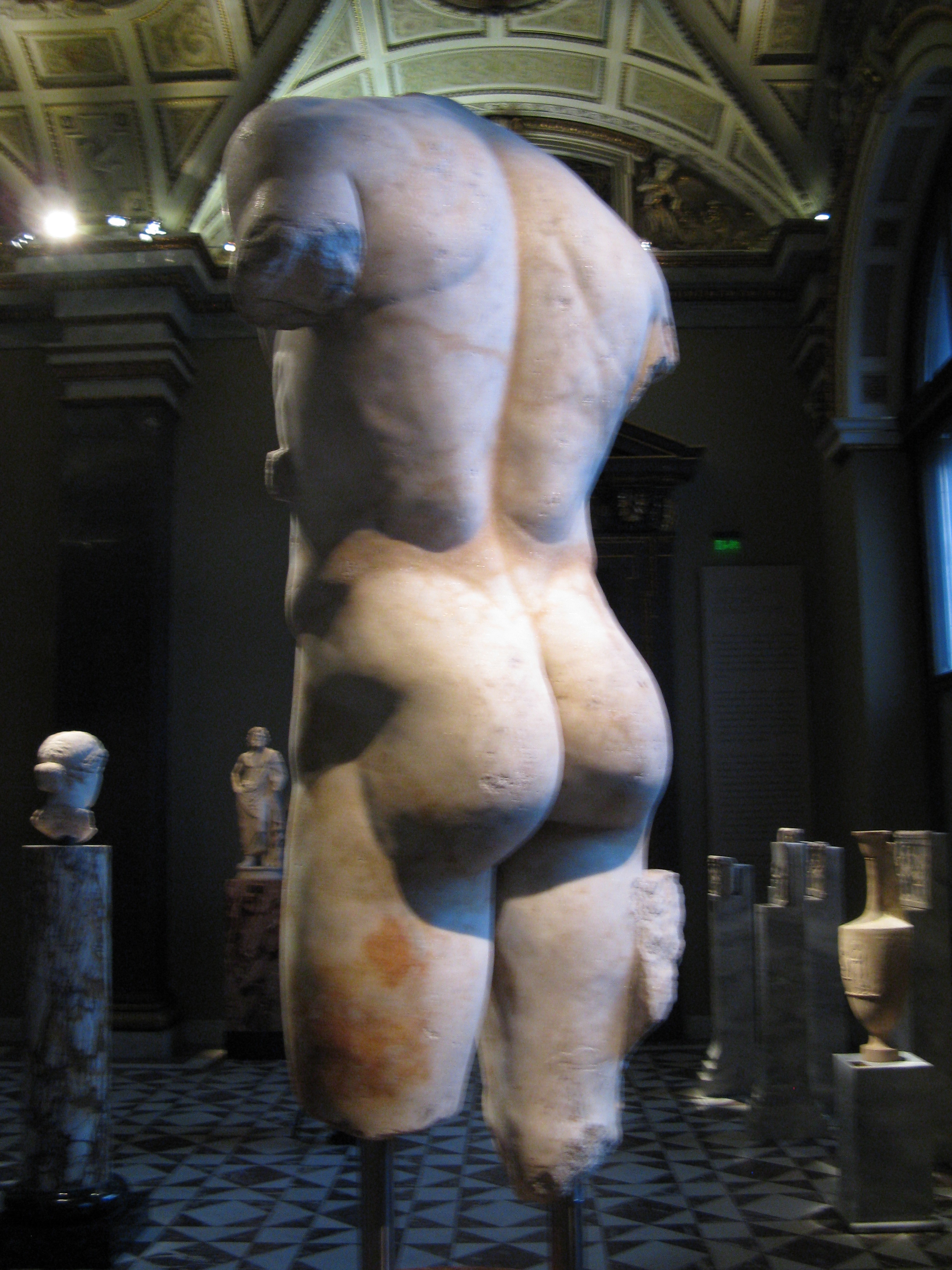
Visão posterior de uma cópia do Doríforo no Kunsthistorisches Museum de Viena.

Influências adicionais sobre as teorias de Policleto têm sido identificadas nos princípios da medicina de Hipócrates, com suas leis de equilíbrio e compensações de forças antagônicas, bem como em suas pesquisas anatômicas; no que defendiam os sofistas, dizendo que a virtude era ensinável e que graças ao seu poder de entendimento os homens poderiam compreender o mundo e arranjá-lo segundo sua conveniência, e na filosofia de Anaxágoras e seu círculo a respeito do movimento e da assimetria da anatomia corporal. O diálogo criativo entre assimetria e simetria, entre movimento e repouso, foi sintetizado no conceito do contrapposto, uma inovação na composição postural das estátuas que havia surgido timidamente em torno de 480 a.C. e que logo se tornou um traço típico da estatuária clássica, sendo consistentemente empregado por Policleto, a ponto de ele ser considerado pelos antigos como o seu inventor: o peso do corpo se apoia sobre uma perna enquanto a outra se encontra fletida em repouso ou a sugerir um movimento congelado no tempo, e este ligeiro balanço obriga o torso a se curvar em S, emprestando dinamismo à composição. Este recurso formal, segundo Métraux, investia as estátuas de duas novas ideias a respeito do físico: que o movimento, que garantia a superioridade dos seres animados sobre os inanimados, tinha uma origem espiritual e era localizado assimetricamente no corpo, e que a assimetria das partes do corpo tinha relação com determinadas virtudes. Hipócrates também enfatizou as relações entre partes específicas do corpo com propriedades específicas, dizendo que o lado direito do corpo, sua parte superior e sua frente tinham maior força e virtude que o lado esquerdo, a parte inferior e as costas. Essas ideias não deviam ser ignoradas por Policleto, já que se haviam tornado populares, e tiveram um reflexo evidente no sistema de construção das figuras humanas, conferindo valores relativos diferenciados a cada parte do corpo. O contrapposto também pode ser interpretado, no contexto da época, como um reflexo das concepções de Anaxágoras sobre a superioridade do movimento rotativo em torno de um eixo sobre o movimento linear. O contrapposto constituiu, pois, uma síntese visual de uma série de novos conceitos anatômicos, fisiológicos, cinesiológicos, artísticos, espirituais, filosóficos e morais. No caso de Policleto, a associação desta forma específica com um novo sistema de proporções fez nascer um modelo canônico para o corpo humano de notável harmonia, beleza e eficiência plástica, que se tornou sua marca registrada facilmente reconhecível. Foi também uma resposta inovadora aos novos desafios surgidos na representação da figura humana, sendo um marco importante no processo de racionalização e sistematização das bases cognitivas e intelectuais da arte grega. Os conceitos que Policleto sintetizou no Cânone informaram não apenas o Doríforo, sua obra mais famosa, mas toda a sua produção. De acordo com a apreciação de Argan,
"Como princípio estrutural, o cânone não é um empecilho para a criação artística: o que é dado a priori pelo cânone é apenas o valor-base da relação entre uma forma universal e o espaço universal... Na prática, o cânone de Policleto resolve também o problema da representação do movimento numa forma necessariamente estática e, mais exatamente, o da temporalidade do movimento numa forma que tenha, junto com a qualidade do belo, a qualidade do eterno. Geralmente as figuras eretas de Policleto apresentam-se, em relação ao eixo mediano, com um lado de apoio a prumo, e com o outro animado por um esboço de movimento. A estátua é a síntese, a solução em uma única imagem, desses dois modos de ser no espaço… Assim Policleto fixa um novo valor conceitual da estátua: não como simulacro imóvel, nem como representação realista de um corpo em movimento, isto é, não como imagem do eterno nem como cópia do contingente, mas como imagem da vida, entendida como realidade absoluta que se concretiza e revela no fluir do tempo e nas ações do homem".

#### Doríforo

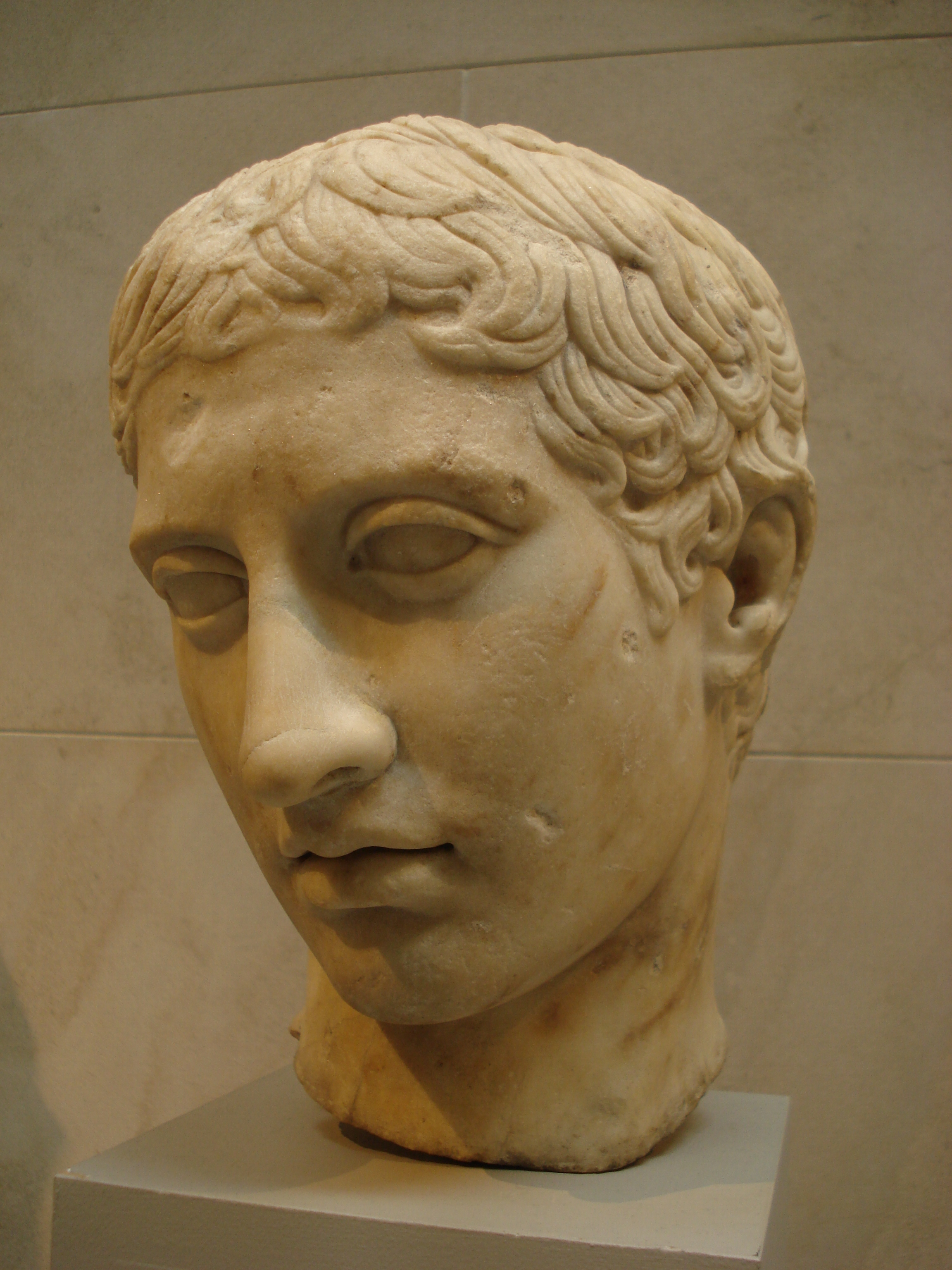
Fragmento do Doríforo em cópia romana de c. 41-54, Metropolitan Museum of Art.

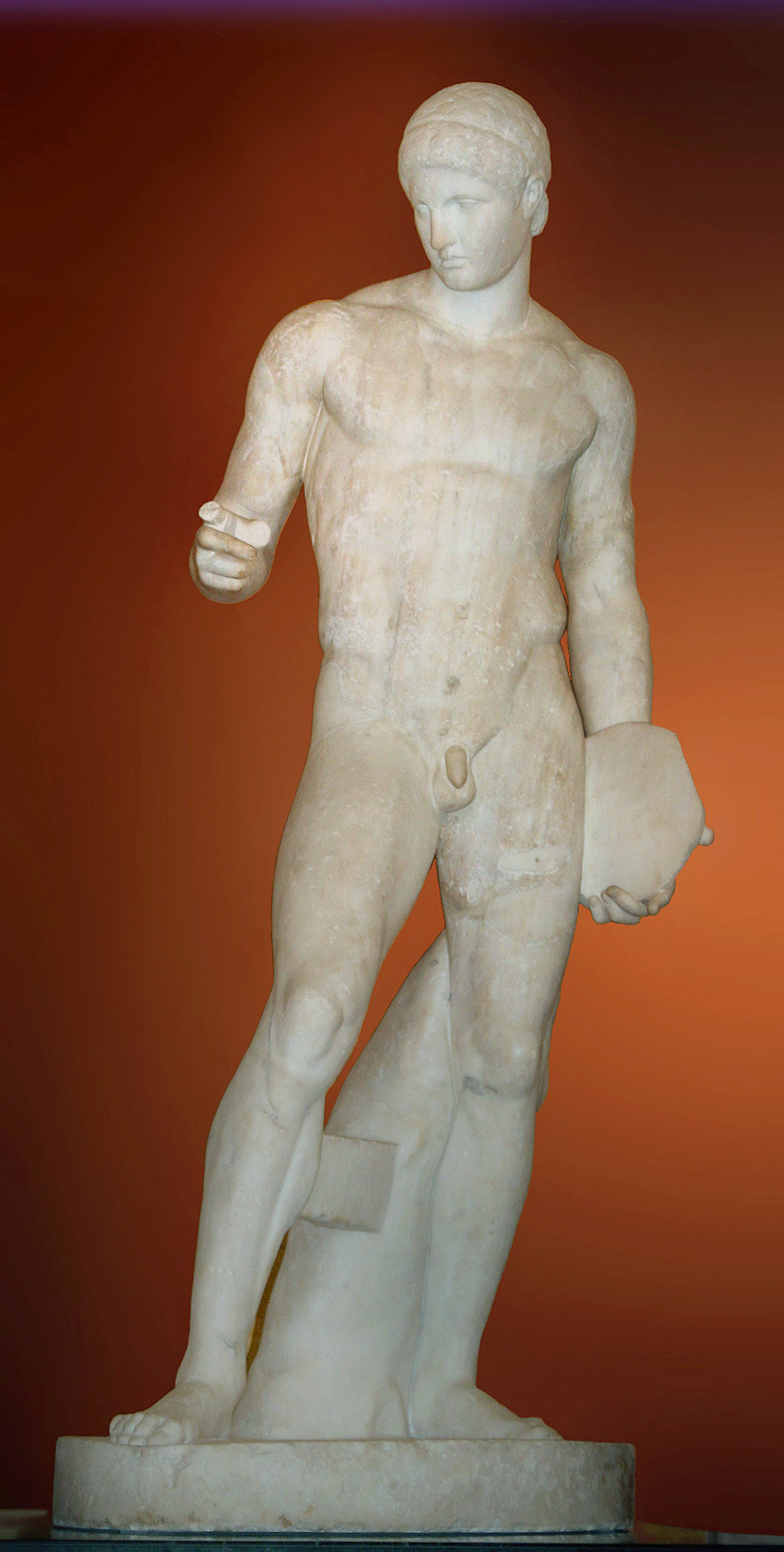
O Discóforo, cópia do Museu Britânico.

Como já foi mencionado, a identificação do Doríforo como a estátua chamada Cânone é atualmente quase uma unanimidade entre a crítica, ainda que essa identificação não seja explicitada em nenhuma fonte documental. E também é aceita sua atribuição a Policleto, independentemente de ele ser ou não o Cânone. Da análise desta obra derivaram todos os critérios para a identificação de outras obras de Policleto, especialmente considerando uma citação de Varro, que disse o artista ter trabalhado sempre a partir de um mesmo modelo (paene ad exemplum). Contudo, subsistem dúvidas se a citação reflete a verdade ou uma visão da crítica romana sobre a obra policletana, e a questão se complica se a tomarmos ao pé da letra, buscando apenas aquele modelo na identificação de outras obras, anulando a possibilidade real de o artista ter se desviado desse modelo depois de tê-lo formulado, ou fazendo passar despercebidas obras que ele pudesse ter feito antes de o ter concebido, e que teriam por isso outras características. Sendo conhecido através somente de cópias, nelas o Doríforo se apresenta com a conformação geral do corpo em essência idêntica, mas em detalhes todas diferem significativamente entre si. Daí que não se pode garantir com exatidão qual teria sido o aspecto da obra original.
Sua figura é a de um jovem atleta nu, no auge de seu vigor, trazendo uma lança sobre o ombro esquerdo. O termo δορυφόρος doryphoros em grego significa "o portador da lança". Seu corpo está em equilíbrio dinâmico, exibindo o típico contrapposto. O que parece mais essencial ao Doríforo é o seu equilíbrio postural perfeito. Nele confluem atividade e repouso, tensão e relaxamento, estabelecendo relações dinâmicas entre pares de formas opostas, num elegante jogo de linhas sinuosas que se fortalecem e se anulam simultaneamente, encontrando expressão nas variadas atitudes dos membros, no desvio da linha frontal na cabeça e na curvatura do torso. Ele parece andar mas ao mesmo tempo a impressão de repouso é convincente, sendo uma brilhante ilustração da harmonia, da moderação, do decoro, do autocontrole, da autoconfiança, da beleza, de um princípio ordenador inteligível, tão prezados pelos gregos. Para Christine Havelock, mantendo um pé no ideal e outro no real Policleto conseguiu criar uma ponte efetiva para o entendimento do que pode ser a grandeza humana, e de como essa grandeza pode ser disciplinada e controlada.
Algo que se pôde descobrir do sistema de medidas de Policleto a partir do Doríforo é que ele construía o corpo tendo a cabeça como medida modular para a altura - o Doríforo tem a altura de sete cabeças. Relações numéricas mais detalhadas são impossíveis de precisar, pois as cópias remanescentes variam entre si. Sua anatomia é no conjunto essencialmente correta mas não chega a se demorar em detalhes, e a julgar pelas cópias Policleto antes definia as massas principais, os princípios ideais e gerais da construção, de uma forma sucinta e compacta.

#### Discóforo
O Discóforo pode ser a mais antiga obra de Policleto que conhecemos. Diversas cópias foram conservadas, parciais ou integrais, e todas apresentando entre si muitas diferenças importantes nos detalhes, especialmente do torso. Ridgway apontou que o fato de ele ter ambos os pés firmemente plantados no chão indicaria ser obra juvenil, precedendo as inovações do Doríforo, mas observou que o corpo é muito semelhante ao desta última obra e que, a partir de uma base de estátua com a assinatura de Policleto, sabe-se que ele pode ter trabalhado com essa disposição dos pés em torno de 450 a.C., mais ou menos a época acreditada como de criação do Doríforo. Sua identificação foi estabelecida definitivamente por Carlo Anti em 1920. Contudo, a obra não aparece documentada em parte alguma nas fontes antigas. Borbein sugere que o Discóforo pode ter sido posterior ao Doríforo por causa de sua concepção mais fluente e menos compacta.
O Discóforo, como seu nome descreve, segura na mão esquerda, pendente junto ao corpo, um disco. Mas o disco é possivelmente uma reconstrução tardia do modelo, talvez que ele segurasse originalmente outro objeto. Existem três variantes completas do modelo, infelizmente nenhuma delas uma cópia literal, mas elas sugerem que o objeto faltante poderia ser uma lança, o que faria do atual Discóforo um outro Doríforo. O que ele teria na outra mão, cujo braço se projeta decidido para a frente, continua um mistério. Também a posição original dos braços é controversa, problema derivado em parte da assimilação de traços do Doríforo nas cópias romanas do Discóforo.

#### Diadúmeno
Segundo Pausânias a importância do Diadúmeno se provou logo, na soma de cem talentos, imensa para a época, paga por ela, sendo copiado várias vezes; diversos exemplares antigos ainda existem, mas todos incompletos. Existem cópias modernas que reconstituíram a figura integralmente a partir da reunião de informações das várias cópias antigas. Em linhas gerais o tipo repete o padrão do Doríforo. Seu nome significa "o portador do diadema", e ele de fato está em atitude de atar a fita de um diadema à cabeça, sinal de sua vitória nos Jogos. O tema foi identificado com argumentos convincentes por Wolfgang Helbi e Adolf Michaelis pouco depois da identificação do Doríforo em 1863, e a sua atribuição a Policleto é consensual. Contudo, ninguém conseguiu definir que atleta em particular ele representa. O fato de a cópia preservada em Atenas exibir uma aljava de flechas já levou a se cogitar que se tratasse de uma representação de Apolo, mas outras cópias não trazem esse elemento, e mostram em vez um tronco de palmeira, que poderia ser considerado atributo tanto de Apolo como de um atleta vencedor.
Sua datação é incerta. Lorenz o creditou à fase inicial da carreira do escultor, e Ridgway e Borbein a consideram obra mais tardia. O Diadúmeno apresenta uma versão modificada do Cânone, mais flexível, e privilegiando a frontalidade em detrimento dos outros pontos de vista, o que para Borbein o torna um elo de ligação com o Classicismo Tardio. Para Ridgway, porém, a variação pode ser explicada pela possibilidade de ele ser uma cópia pouco fiel ao original.

#### Hércules

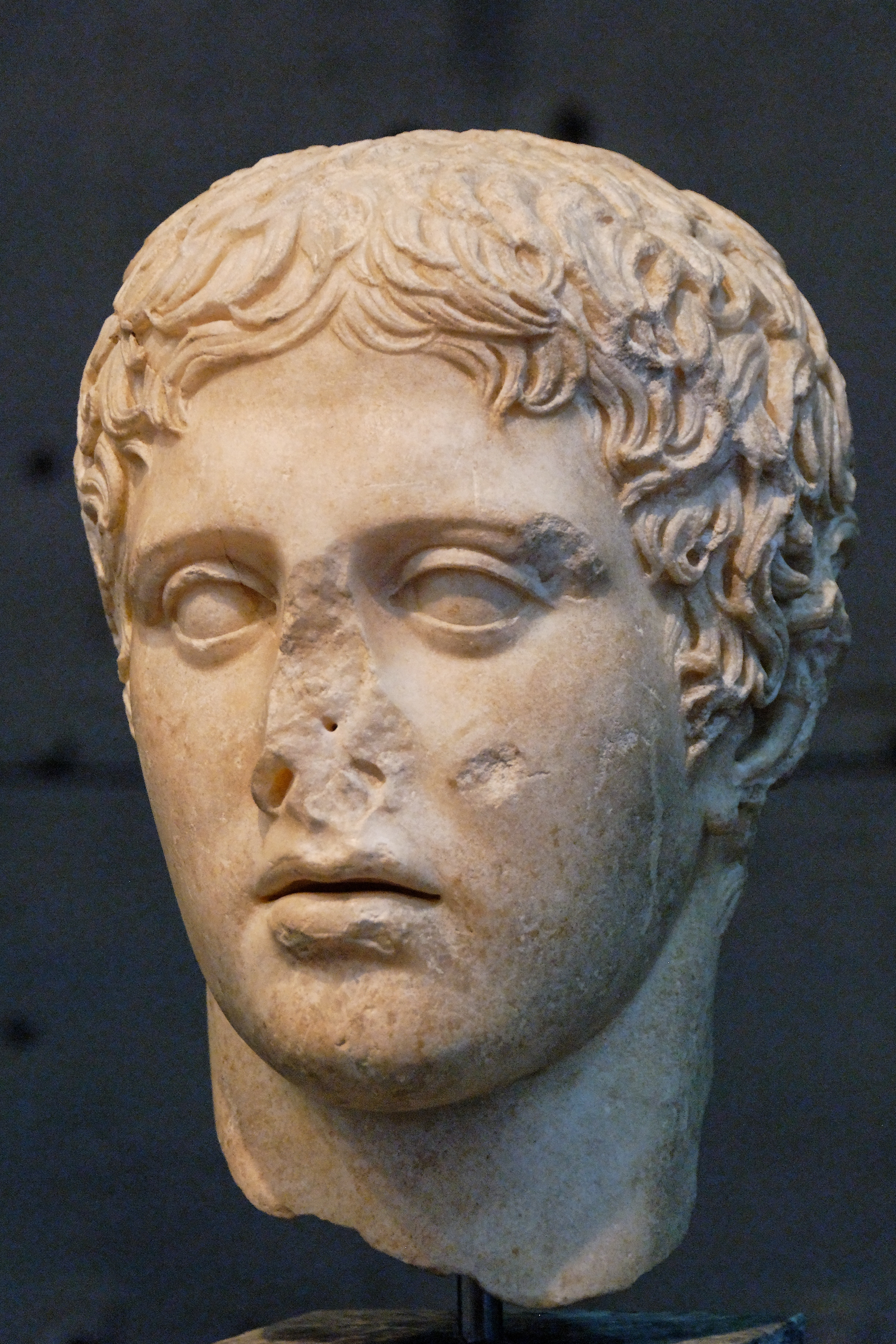
Fragmento do Hércules atribuído a Policleto, cópia dos Museus Capitolinos.

Um Hércules com três cópias em Copenhagen e Roma, compostas de cabeça e torso, sem pernas, foi atribuído a Policleto com base na posição do seu braço esquerdo, que está voltado para trás e se apóia no glúteo. Se atribui este posicionamento originalmente a Policleto, e o motivo teria sido assimilado pouco mais tarde pelo círculo de Lísipo. Sobrevivem no total quatorze fragmentos de cópias que são associados ao original, junto com um grupo de oito miniaturas. O estado incompleto das cópias impede a certeza quanto ao posicionamento do braço direito. Iconografia encontrada em moedas permite imaginar o braço direito ligeiramente avançado, talvez empunhando uma clava apoiada no chão. Todas as três cópias mais completas são similares: possuem uma musculatura sólida e uma postura em contrapposto, características que remetem diretamente ao Doríforo e ao Diadúmeno.

#### Hermes
Do Hermes que teria sido criado por Policleto subsistem diversas cópias de cabeças e duas cópias integrais, uma em Florença e outra em Karlsruhe, nenhuma delas de boa qualidade e ambas com prováveis acréscimos de parte dos copistas. Algumas das cabeças trazem um par de asas nascendo dos cabelos, reforçando a identidade de Hermes, mas outras não. Uma cópia em bronze preservada em Annecy foi recentemente desacreditada com base nas suas proporções. Também existem pelo menos quatro torsos sem cabeça admitidos como possíveis cópias do original. Uma cópia em tamanho menor do que o original foi reconhecida em Boston como uma variante. Plínio mencionou o Hermes em associação com a cidade de Lisimáquia, mas a existência de três cidades com o mesmo nome complica a localização e a atribuição das cópias conhecidas a Policleto. Se as ditas cidades tivessem recebido o nome em função de Lisímaco, general de Alexandre Magno, isso implicaria uma fundação no século IV a.C., o que descartaria a autoria de Policleto. Aceitando que a estátua, na forma de suas cópias, seja mesmo de autoria de Policleto, o seu mau estado de conservação impede a definição da sua cronologia. Também foi sugerido que elas sejam variantes romanas do modelo do Doríforo, e não cópias do citado Hermes original. Diversos especialistas, como Zanker, Ridgway e Vierneisel-Schlörb têm dúvidas sobre a autoria e identificação temática dessas obras.

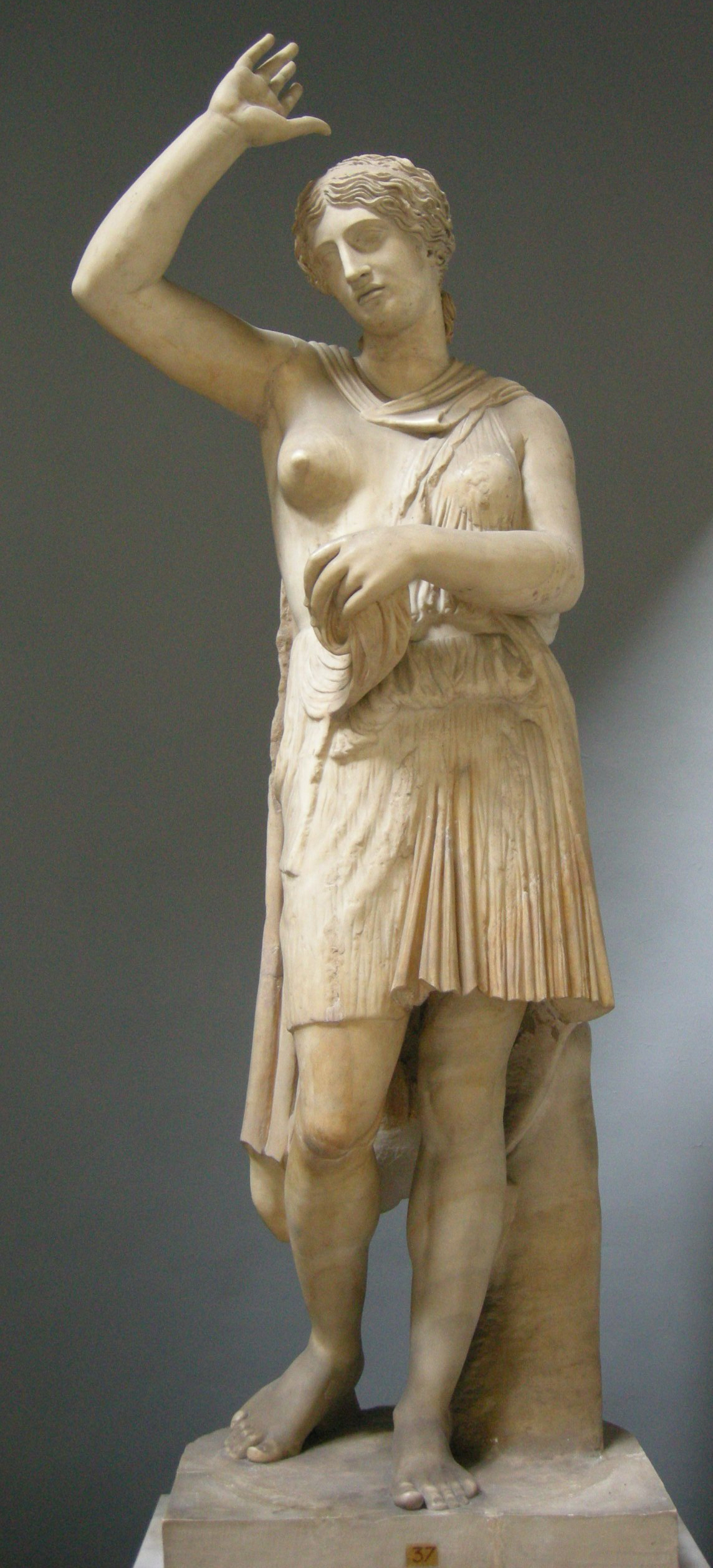
Amazona ferida, tipo Capitolino. Museus Capitolinos.

#### Efebo Westmacott e Efebo de Dresden
O chamado Efebo Westmacott, cujo nome deriva de um antigo proprietário de uma das cópias existentes, o escultor Richard Westmacott, representaria um atleta que acabou de coroar a si mesmo com louros. O braço direito, que executa o ato, está faltando, mas a reconstrução conjetural é tradicionalmente aceita, e é amparada por iconografia complementar. O posicionamento do corpo desafia as convenções do contrapposto, e embora o equilíbrio geral da composição seja excelente, possui um maior dinamismo em detrimento da impressão de repouso. Para compensar o movimento do braço direito erguido, o braço esquerdo teve de ser deslocado mais para trás e o quadril mais para o lado. Sua atribuição a Policleto, contudo, é bastante disputada, e sua autoria não é atestada em fontes antigas. Outras hipóteses de identificação temática foram propostas, com maior ou menor sucesso crítico. Que ele retratasse o atleta Kyniskos já foi rejeitado com base em evidências sólidas. Outra sugestão foi que ele poderia segurar um astrágalo preso por um fio. O Efebo de Dresden é às vezes, mas não sem objeções, considerado uma obra associada ao Efebo Westmacott, já que suas formas parecem se completar mutuamente. Eles poderiam ter sido o par de astragalizontes descrito por Plínio como estando instalado no átrio do palácio de Tito. Outra possibilidade seria restaurar o Efebo Westmacott como Kairós, o deus do momento oportuno, e neste caso ele estaria segurando uma balança, flanqueado pelo Efebo de Dresden no papel de um Hermes Enagonios, o regente dos jogos ginásticos. Outros autores como Borbein e Beschi discordam da associação entre ambos os efebos, considerando que eles apresentam diferenças no estilo que os distanciam no tempo.

#### Amazona ferida
Plínio citou que certa ocasião Policleto participou de um concurso, junto com Fídias, Crésilas e outros escultores, para elaboração de uma Amazona ferida para o templo de Ártemis de Éfeso, saindo-se vencedor. Entretanto, exceto por essa menção, a obra não é atestada em nenhum outro documento conhecido, e pode ser uma atribuição falsa. Se de fato existiu, foi uma das poucas estátuas femininas que ele criou. A controvérsia permanece aberta, complicada pela circunstância de que três modelos distintos de Amazona ferida chegaram à atualidade, todas em várias cópias, mas sua atribuição é altamente controversa. Um deles, o tipo Amazona Mattei, parece plausivelmente descartável, contudo a crítica não conseguiu decidir se é a Amazona Capitolina ou a Amazona Sciarra a criação de Policleto.

#### Hera
A estátua monumental de Hera teria sido obra da fase final de Policleto, e supostamente a principal responsável por sua fama em vida. Fora criada para substituir uma outra imagem que se havia perdido em um incêndio em 423 a.C. Aparentemente esta obra divergiu em muito do seu estilo habitual, tanto em termos de forma como em dimensões e material, e divergiu também dos principais modelos anteriores que se conheciam neste gênero, as estátuas de culto monumentais de Fídias. Em vez de uma organização enfatizando a medida equilibrada e proporcional, o decoro e a economia formal, pelos relatos sua obra se caracterizou pela suntuosidade, decorativismo, grande detalhamento e por um efeito teatral e grandiloquente que, por ser uma estátua de culto, buscava evocar as forças divinas, bem como a beleza e majestade transcendentes da deusa. Pausânias a descreveu como sentada em um trono e coberta de ouro e marfim. Sobre a cabeça tinha uma coroa com as figuras das Graças e das Horas. Numa das mãos tinha uma romã, e na outra um cetro. Ele recusou-se a entrar em detalhes sobre a romã, dizendo que se tratava de um mistério que não devia ser profanado. Mas falou que no cetro havia um cuco, uma de suas aves sagradas. Estrabão disse que ela era a mais bela de todas as obras já criadas, mas que perdia para as obras monumentais de Fídias em termos de grandiosidade. Outras descrições elogiaram seus esplêndidos braços de marfim, seu manto magnífico, seu aspecto majestoso e seus grandes olhos. A estátua se tornou rapidamente uma representação modelar de Hera.
Que Policleto tenha criado esta estátua é tido pela crítica em geral como certo, mas Brunilde Ridgway apontou para a pouca consistência dos testemunhos antigos e das evidências conseguidas modernamente. Alegou-se que iconografia encontrada em moedas da época atesta a existência da estátua, mas nenhuma das imagens citadas coincide exatamente com a descrição de Pausânias, divergindo em aspectos significativos. De qualquer forma se propôs a identificação de uma cabeça preservada em Londres e de um torso hoje em Boston, como fragmentos de cópias reduzidas desta Hera. O torso tem as características do estilo do final do século V a.C., mas nada prova sua ligação com Policleto. Quanto à cabeça, também não existe nenhuma evidência substancial em reforço à atribuição.

## Influência e recepção crítica
Foram grandes a fama e a influência de Policleto em seu tempo. Um dos maiores artistas de sua geração e chefe de um grande atelier, formou muitos discípulos. Aristóteles o chamou de "músico" para significar que ele era inspirado pelas Musas, Xenofonte disse que Sócrates o colocara no mesmo patamar de Homero, Zêuxis e Sófocles; atribui-se a Lísipo a declaração de que o Doríforo fora o seu maior professor, e após sua morte seu nome se tornou um sinônimo de "escultor". O Alto Classicismo que ele contribuiu para construir, contudo, não foi senão uma rápida etapa num continuum de transformação. Seus próprios discípulos já não o entendiam perfeitamente ou não queriam seguir à risca a palavra do mestre. Ele mesmo fugiu ao cânone em alguns momentos, e em poucas décadas já se havia criado um novo cânone a partir do trabalho de Praxíteles e Lísipo, com uma figura mais alongada e uma abordagem mais sentimental, sensual e humanizada mesmo quando se retratavam as divindades, descartando boa parte do idealismo anterior para se aproximar do individual.

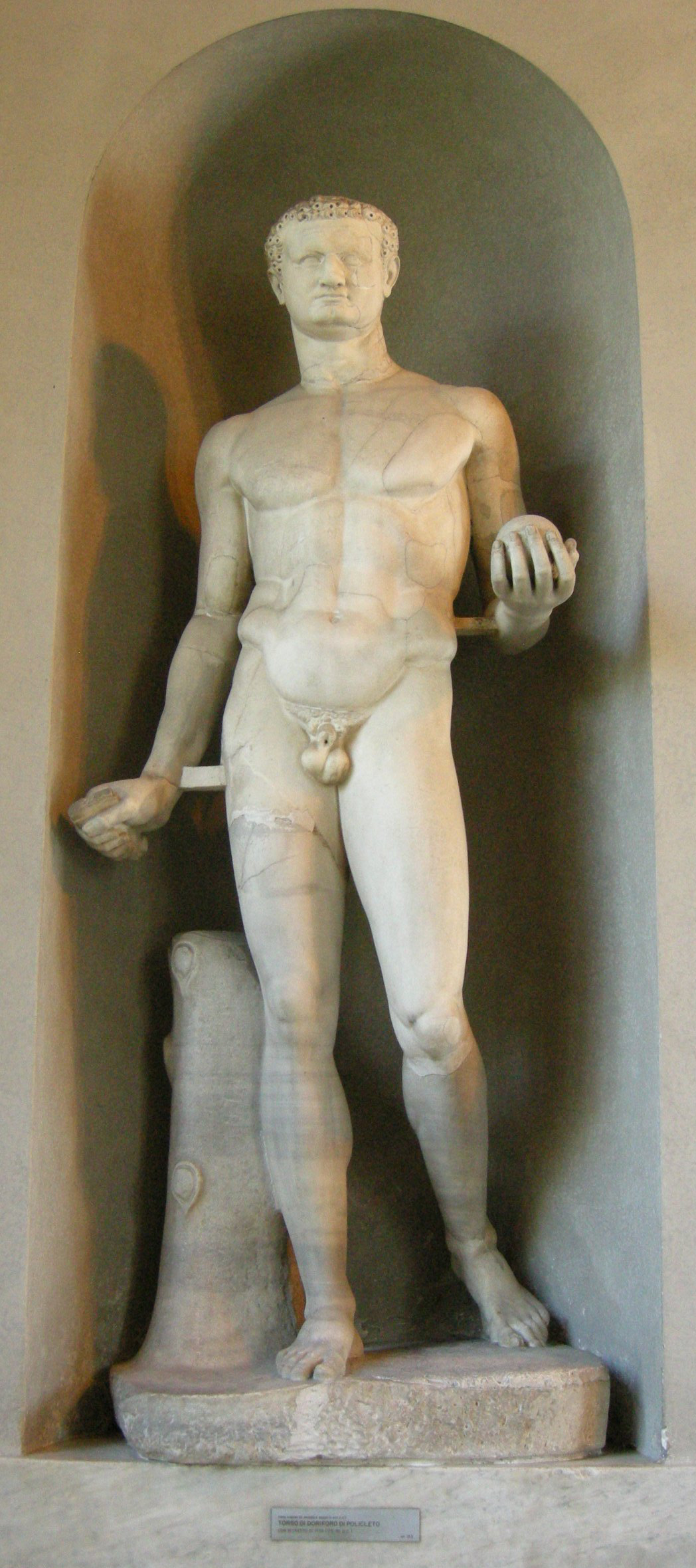
Retrato de Tito, Museus Vaticanos.

De qualquer forma seu prestígio renasceu entre os escultores do período helenista, que desenvolveram acentuado gosto pela reinterpretação de padrões clássicos, um prestígio que se tornou ainda maior entre os romanos dos períodos tardo-republicano e imperial, quando foi louvado pelas incomparáveis unidade e economia formais e pela poderosa eloquência evocativa que imprimira em suas estátuas, e por ser o criador de um paradigma inconfundível e universalmente válido. Considerado um modelo ideal para a representação de atletas e heróis, o cânone policletano foi amiúde usado pelos romanos para a confecção de retratos, onde a cabeça recebia um tratamento realista e imitativo das feições da pessoa, e o corpo recebia outro, idealista, enfatizando a nobreza do retratado. A célebre estátua de Augusto de Prima Porta foi criada a partir do Doríforo, e ao lado se ilustra um retrato de Tito com um corpo diretamente inspirado na mesma estátua de Policleto. Suas obras também foram inúmeras vezes copiadas em miniatura, para atender a uma variedade de propósitos, incluindo decoração privada, ex-voto e objeto de devoção como estatueta de culto. Cícero qualificou suas obras como praticamente perfeitas, e Plínio, o Velho disse que somente ele dentre todos os homens soubera encarnar a Arte em uma obra de arte. Varro, contudo, disse que sua obra era atada a um único modelo, ainda que a interpretação da passagem seja ambígua e possa não constituir crítica. Quintiliano fez alguns reparos dizendo que suas obras careciam de um certo peso ou grandiosidade (pondus) e que suas estátuas de deuses não transmitiam a devida impressão de autoridade. Não obstante, não se furtou a acrescentar que isso não lhes retirava mérito e que a maioria dos críticos de seu tempo atribuía a Policleto a palma de maior escultor da história, pois dera à forma humana um inimitável senso de decoro e ultrapassara a todos na sua técnica aprimorada. Ele mesmo elogiou o Doríforo como a imagem de um homem digno e santo (vir gravis et sanctus), sendo um modelo formal apto tanto para representações atléticas como militares. De acordo com Koortbojian, a tradição que se formou em Roma a partir do cânone de Policleto
"... sugere tanto a vastidão de sua fama quanto a convencionalização de seu significado. As composições e posturas básicas das esculturas policletanas não somente permaneciam reconhecíveis até em reproduções muito simplificadas, mesmo caricaturais, que exibiam dramáticas alterações em gênero, estilo e qualidade artística, mas ainda preservavam a carga de significados associados às suas formas. Por exemplo, o conhecido túmulo de Tiberius Octavius Diadumenus demonstra não meramente a fama das obras de Policleto mas também como uma simples alusão a elas - aparente até no nome do falecido - poderia ser efetiva através de uma aproximação sumária da renomada composição escultural (o Diadúmeno). Poucas dúvidas restam de que a referência se estendia também às qualidades morais que eram consideradas associadas à "quase-perfeição" do Diadúmeno… Estas alusões funcionavam porque a referência a formas artísticas reconhecíveis veiculava uma significância estabelecida, uma significância largamente apropriada para reutilização em uma variedade de contextos. Em cada uma destas ocasiões, a referência a modelos passados - e a tudo o que eles evocavam - servia como garantia da significância da nova obra; aqui mais uma vez vemos como forma poderia se transformar em conteúdo. A aparente universalidade das invenções artísticas de Policleto permitiu tais alusões em um largo espectro de novos contextos."
Depois da queda do Império Romano, e com a concomitante ascensão do Cristianismo como religião dominante na Europa, toda a cultura pagã, onde se inseriu a obra de Policleto, caiu em profundo descrédito e foi incansavelmente perseguida pelos cristãos, a ponto de ser destruída a vasta maioria das estátuas de heróis, deuses e atletas da Antiguidade, que passaram a ser vistas como indecentes por sua frequente nudez, quando não como ídolos diabólicos e enganosos. Entretanto, a partir do século XII iniciou-se um processo de recuperação do naturalismo na escultura através do ensino humanista nas universidades, e pouco mais tarde acendeu-se o interesse pelas relíquias escultóricas da Antiguidade. Ao final da Idade Média seu nome voltou a ser lembrado, e cada vez com maior frequência, entre os literatos e artistas, como atestam as referências feitas por Nicola Pisano, Petrarca e Dante Alighieri. Dante, aliás, o colocou na sua Divina Comédia como criador de uma arte incomparável.
No Renascimento, com a maciça recuperação dos ideais clássicos, a volta do nu à cena artística e o entendimento do ser humano como o centro da Criação e imagem da Divindade, sua obra foi novamente considerada um modelo ideal de perfeição, atrás somente dos próprios renascentistas, que muitas vezes orgulhosamente se consideravam superiores aos gregos e comparavam favoravelmente suas criações às do antigo mestre. O cânone de proporções da figura humana estabelecido pelo romano Vitrúvio na Antiguidade é tido como uma derivação do padrão de Policleto, e quando as obras de Vitrúvio foram redescobertas na Renascença suas ideias se tornaram um modelo largamente reproduzido. Os maiores teóricos e artistas da época, como Donato Bramante, Michelangelo, Leonardo da Vinci e Andrea Palladio, deveram muito a Vitrúvio em suas pesquisas sobre proporções, ao mesmo tempo em que estavam cientes do legado de Policleto através do conhecimento das citações antigas a respeito do seu próprio Cânone. Pouco mais tarde, Vasari instalou Policleto logo após Fídias no panteão dos artistas gregos, a nação que como nenhuma outra atingira a excelência nas artes, e Andreas Vesalius, chamado de o "Pai da Anatomia Moderna", referiu-se a Policleto quando disse que o propósito da anatomia é a revelação de uma medida ideal para o corpo.

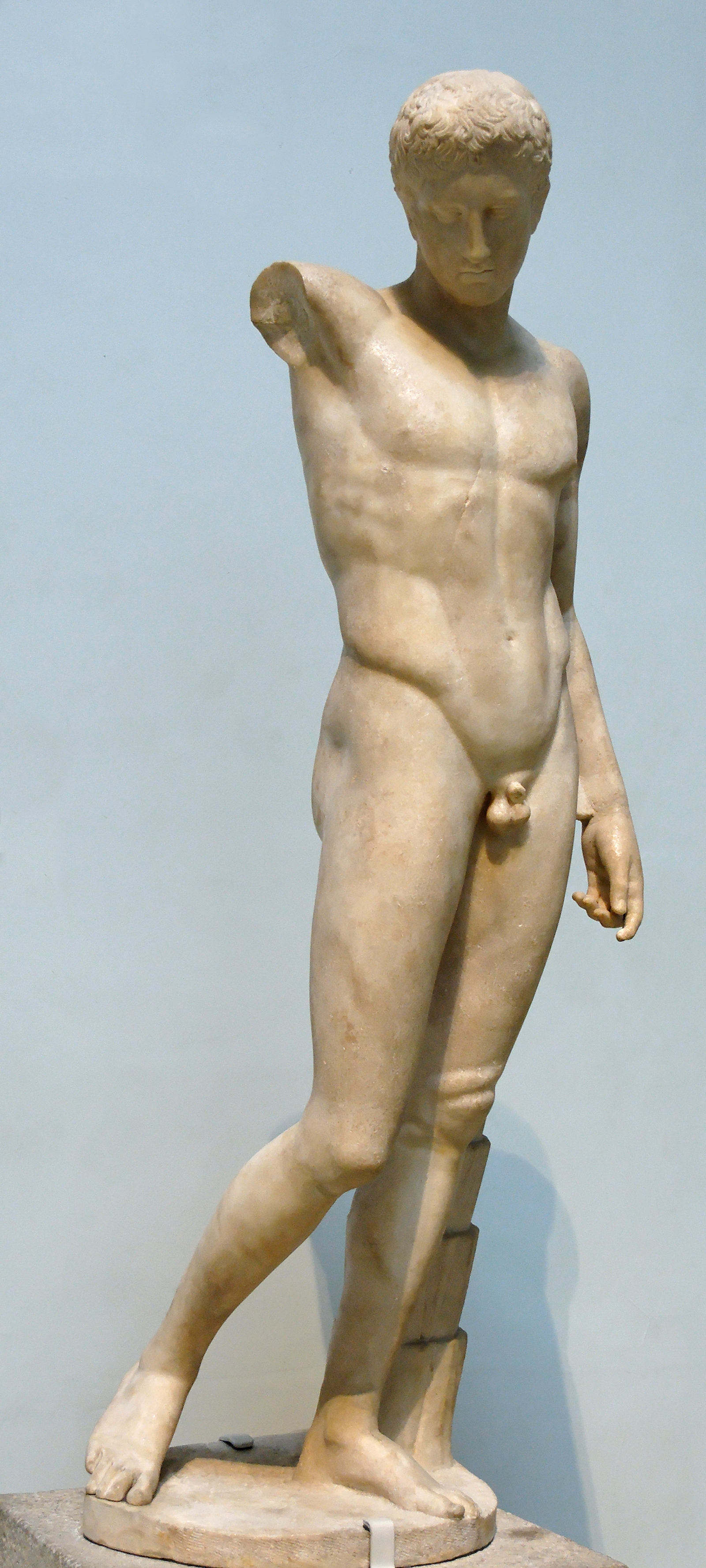
O Efebo Westmacott, Museu Britânico.

Seu prestígio recebeu nova força ao longo dos séculos XVIII e XIX com os estudos de Johann Joachim Winckelmann, Adolf Furtwängler e vários outros peritos. Wincklemann desempenhou um papel decisivo na consagração do Classicismo como a maior conquista estética da arte ocidental, uma consagração que em parte se baseou nas alegadas qualidades ímpares do cânone policletano e que levou ao nascimento da corrente neoclássica. No entanto, a respeito das obras de Policleto o alemão disse que lhes faltara conquistar a beleza perfeita e a graça - atributos que ele encontrou na geração seguinte de Policleto - por sua excessiva preocupação com as proporções, mas reconheceu que elas eram, mesmo assim, modelares. Outro teórico conhecido na época, Luigi Lanzi, considerou Policleto o principal nome da escultura grega após Fídias, sendo-lhe inferior apenas na capacidade de representar o sublime. Leopoldo Cicognara apontou-o como o "clássico típico", o que melhor imitara em suas criações a obra da Natureza, e quem estabelecera o mais belo cânone de proporções jamais concebido, opinião em linhas gerais endossada também por Immanuel Kant.
Depois do estudo de Carlo Anti no início do século XX, Monumenti Policletei, trabalho que permanece até hoje uma referência fundamental nos estudos sobre a obra de Policleto, o interesse pelo artista se dispersou, mas os acadêmicos já haviam sido feito um trabalho importantíssimo identificando obras, analisando seu contexto histórico e sua escola, e definindo melhor o que se entendia por estilo Clássico. Nos anos seguintes o foco se dirigiu para outros temas, mas em vários deles um maior conhecimento sobre Policleto se revelou indispensável, tais como a escultura do Helenismo, por causa da grande quantidade de cópias de suas esculturas feitas nessa época, e a escultura da Roma Antiga, porque a recepção de sua obra ali foi sempre favorabilíssima. Com isso nas últimas décadas ele tem ganhado uma apreciável quantidade de novos estudos concentrados em sua obra individual. Ao longo da exposição Polyklet: Der Bildhauer der griechischen Klassik, realizada em Frankfurt am Main entre 1990 e 1991 e que reuniu pela primeira vez suas obras completas, foi saudado como o fundador do Classicismo grego, recebendo grande atenção da mídia e das instituições ligadas à arte e arqueologia na Europa. Outros eventos que repercutiram ampla e positivamente sobre ele foram a aquisição, na mesma época, de uma excelente cópia do Doríforo pelo Instituto de Artes de Minneapolis, e a publicação, por Detlev Kreikenbom, de um catálogo completo das cópias conhecidas de suas obras. Parte desse interesse renovado se deveu à circunstância de ele ter sido o primeiro escultor grego a explanar em teoria os seus princípios, e a aplicá-los na prática através de suas obras, em particular o Doríforo.
As críticas que se levantam contemporaneamente se dirigem não tanto a Policleto, mas a problemas encontrados do estilo Clássico como um todo. Alega-se que o idealismo clássico pode levar a um divórcio da arte em relação à realidade e ao mero formalismo, e que a ideia de que a moralidade, a beleza, a virtude e a arte podem ser um resultado de construção e cálculo conscientes, pode conduzir à manipulação política e social, uma possibilidade que foi denunciada entre outros já por Tucídides em seu relato sobre a Atenas de Péricles, e foi repetida por Hegel ao dizer que os deuses clássicos trazem em si o germe de sua própria queda. O testemunho da história mostra que essa manipulação de fato ocorreu, e de maneira particularmente dramática, durante o século XX na Alemanha nazista, onde se enfatizou as qualidades do modelo corporal policletano no contexto da tentativa de "higienização racial" da população alemã de todos os elementos étnicos que não eram arianos, o que levou ao conhecido genocídio de judeus, ciganos, e outros povos ou grupos sociais "degenerados" que viviam radicados no país mesmo há longa data. A preocupação dos nazistas era tão grande que se organizou um plano para reprodução populacional controlado pelo Estado, tendo como reprodutores e matrizes preferenciais indivíduos proporcionados segundo o cânone de Policleto. Heinrich Himmler, um dos mais poderosos líderes nazistas, acreditava que sob um tal programa o povo alemão poderia se tornar "inteiramente policletano dentro de 120 anos". Nkiru Nzegwu, por outro lado, acusou a crítica europeia de dar excessiva importância à contribuição de Policleto em seu Cânone, alegando que este sistema já era empregado com ligeiras diferenças pelos egípcios 3 mil anos antes de o grego simplesmente adaptá-lo e emprestar-lhe seu nome, mas Erwin Panofsky e Umberto Eco discordaram, não vendo nenhuma similitude estreita entre ambos os cânones.

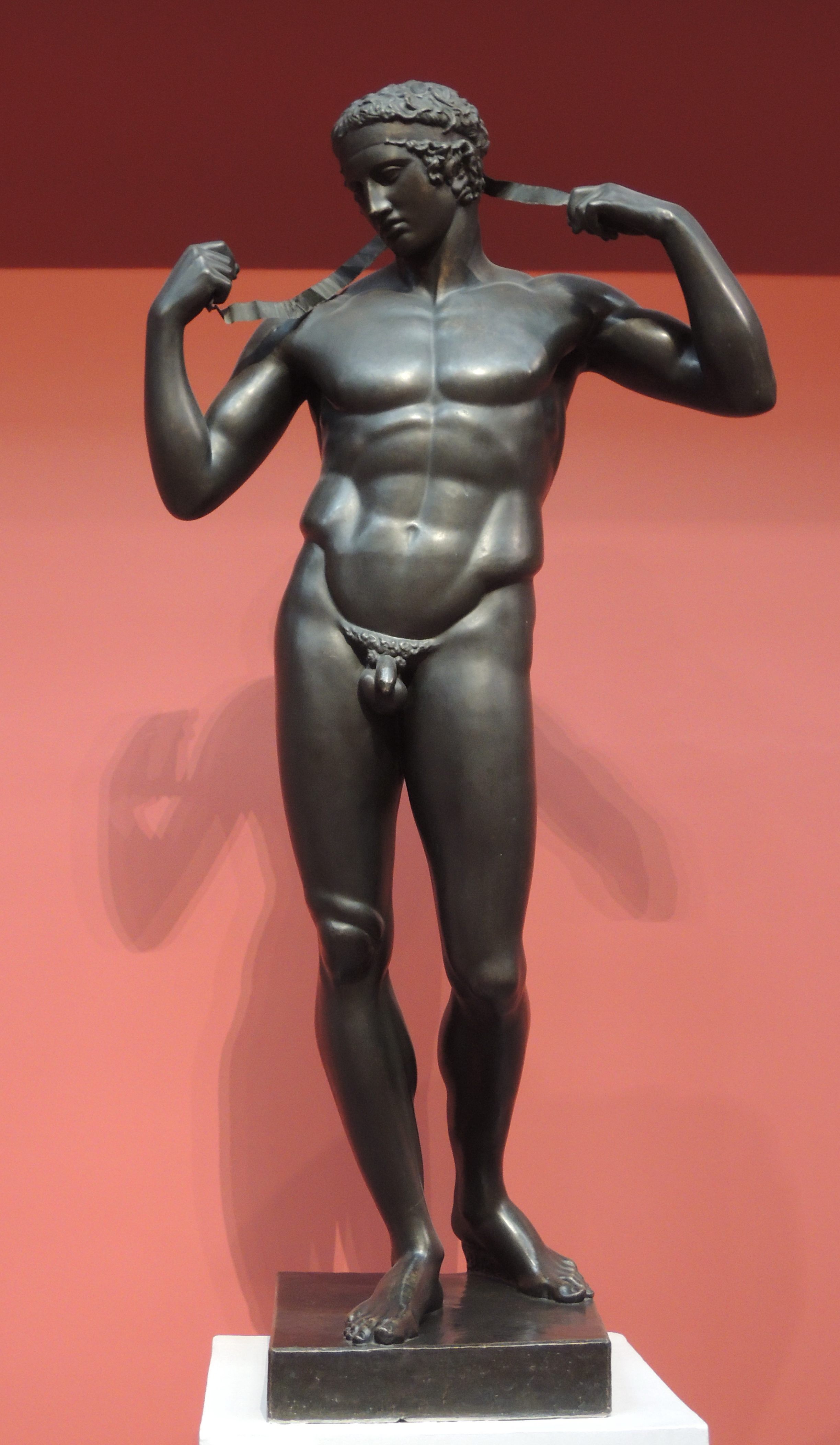
Diadúmeno, cópia moderna no Museu Pushkin.

Mesmo que só possamos nos fiar com alguma segurança em um punhado de obras para fazermos ideia de sua estatura artística, o que há basta, segundo Adolf Borbein, para formar a respeito de Policleto a imagem de um artista inteligente, perfeitamente consciente de seu trabalho, sumamente habilidoso na técnica e original na concepção, que ocupou uma posição destacada num contexto sociocultural muito dinâmico que tinha a arte nos termos mais altos e lhe dava um papel de relevo na sociedade. O fato de ele ter sido o primeiro, até onde se sabe, a escrever um tratado teórico sobre suas concepções pode ter contribuído para elevar o status profissional dos escultores, na época considerados apenas artesãos especializados, possibilitando que eles se aproximassem dos intelectuais. Policleto fez parte de um reduzido grupo de artistas, junto com Fídias, Praxíteles e Lísipo, que fundaram uma nova linguagem artística, a qual se revelou universalmente compreensível e largamente aceitável, estando no ponto de partida de uma tradição que se espalhou pela Grécia tornando-se a linguagem corrente. Mais tarde alcançou todo o Ocidente, perdurando até nos dias de hoje como uma referência inescapável na história da arte ocidental. O Doríforo foi uma das estátuas mais copiadas de todos os tempos, e Osborne a considera a representação humana prototípica do Alto Classicismo grego. Em homenagem a Policleto um gênero de plantas da família das Ericaceae foi denominado Polyclita e um asteróide da cintura principal chamou-se 5982 Polykletus.
Além de uma nova linguagem estilística e um novo sistema de proporções, Policleto, junto com os clássicos em geral, contribuiu decisivamente para a cristalização de um conceito de Beleza masculina que da mesma forma - sem bem que com alguns períodos de obscurecimento, como por exemplo a Idade Média - vem exercendo uma duradoura impressão sobre a cultura do Ocidente desde a Antiguidade, e até no presente influencia a percepção dos ocidentais sobre o que constitui um corpo ideal, com repercussões sobre o comportamento social, os hábitos sexuais, o mundo do esporte, a propaganda, a psicologia coletiva e outras áreas da sociedade e da vida humana. Comentando sobre o cânone de Policleto, George Hersey, professor de história da arte da Universidade de Yale, disse que
"Um número enorme de imagens clássicas, renascentistas e posteriores traz essas proporções. Michelangelo as empregou sem descanso, assim como Dürer, Rafael e muitos outros. Mesmo hoje o cânone ainda é comum nas aulas de desenho e na arte comercial. Quase toda a vasta literatura sobre anatomia humana é policletana… Esta poderosa corrente prescritiva na arte ocidental tem estado em marcante contraste com a diversidade real do físico humano. A literatura da antropologia física revela que apenas uma minoria dos humanos são construídos de acordo com o cânone de Policleto, um fato facilmente confirmado pela observação. Entretanto a fórmula exerce o que os darwinistas chamam de pressão sexual seletiva. A seleção sexual é a escolha de parceiros que definem a mudança evolutiva… Do ponto de vista da evolução humana admito que seria difícil, senão impossível, provar que os corpos ocidentais têm evoluído mais em direção aos preceitos de Policleto… Mas de qualquer forma não há dúvida de que, estando aberta a possibilidade de escolha e em condições iguais, os ocidentais modernos, homens ou mulheres, quase com certeza pressionados seletivamente pelo peso da tradição artística clássica, realmente preferem parceiros policletanos do que os não-policletanos, e desejam filhos policletanos. Experiências laboratoriais têm provado isso reiteradamente. Uma das sessões acadêmicas da III Conferência de Cultura de Copenhagen tratou exatamente deste fenômeno, sendo intitulada Beleza e Biologia".